# بهنود نکویی
بهنود نکویی متولد ۱۷ بهمن ۱۳۶۰، نویسنده و کارگردان انیمیشن اهل ایران است. او انیمیشن‌سازی را از سال ۱۳۸۰ شروع کرده است و کارگردان انیمیشن‌هایی از جمله استریپی، روبی و جوجه‌ها و قصه‌های جنگل بوده است.
نکویی هم‌بنیانگذار استودیو انیمیشن‌سازی دو بعدی گنبد کبود است. وی دانش آموخته رشته گرافیک دانشگاه تهران و استاد رشته انیمیشن پردیس هنرهای زیبای دانشگاه تهران، دانشکده هنرهای دیجیتال دانشگاه صداوسیما و دانشکده گرافیک دانشگاه علم و فرهنگ در مقاطع کارشناسی و کارشناسی ارشد است. او همچنین از اعضای هیات موسس و عضو انجمن صنفی فیلم‌سازان انیمیشن ایران در سال ۱۳۹۶، عضو هیات انتخاب سیزدهمین دوره‌ی جشنواره بین‌المللی پویانمایی تهران و از اعضای هیات انتخاب و داوری بخش مسابقه ملی چهل و یکمین جشنواره بین‌المللی فیلم کوتاه تهران بوده است. با حکم دبیر سیزدهمین دوره جشنواره بین‌المللی پویانمایی تهران، بهنود نکویی به عنوان یکی از اعضای هیات انتخاب این دوره از جشنواره انتخاب شد.

## آثار

### انیمیشن سریالی
- انیمیشن سریالی قصه‌های جنگل (۱۴۰۴-۱۳۹۹)- تهیه‌کننده، کارگردان و نویسنده
- انیمیشن سریالی روبی و جوجه‌ها (۱۳۹۷-۱۳۹۴)- تهیه‌کننده، کارگردان و نویسنده
- انیمیشن سریالی آوای نو (۱۳۹۲-۱۳۸۳)- تهیه‌کننده، کارگردان و نویسنده

### انیمیشن کوتاه
- انیمیشن کوتاه استریپی (۱۳۹۴) - تهیه‌کننده، کارگردان و نویسنده
- انیمیشن کوتاه لالایی (۱۳۹۴) - تهیه‌کننده، کارگردان و نویسنده
- انیمیشن کوتاه روز برفی (۱۳۹۲) - تهیه‌کننده، کارگردان و نویسنده
- انیمیشن کوتاه رمضان (۱۳۹۲) - تهیه‌کننده، کارگردان و نویسنده
- انیمیشن کوتاه مسافر افق (۱۳۸۵)- دستیار کارگردان

### تیزر تبلیغاتی
- مجموعه تیزرهای تبلیغاتی برای برندهای ارائه دهنده خدمات ارتباطی نظیر  وایمکس ایرانسل،  همراه اول،  شاتل و پیشگامان- کارگردان و نویسنده
- تیزر تبلیغاتی برای بانک اقتصاد نوین و بانک گردشگری- کارگردان و نویسنده
- تیزر تبلیغاتی پیلگون- کارگردان و نویسنده
- مجموعه تیزرهای تبلیغاتی برند مزمز- کارگردان و نویسنده
- تیزر تبلیغاتی موسسه آموزش عالی آزاد پارسه- کارگردان و نویسنده

## سمت و فعالیت‌ها
- هم بنیانگذار استودیو گنبدکبود
- عضو هیات انتخاب سیزدهمین دوره جشنواره بین‌المللی پویانمایی تهران[۸]
- عضو هیات موسس انجمن صنفی فیلم‌سازان انیمیشن ایران
- عضو انجمن صنفی فیلم سازان انیمیشن ایران[۹]
- استاد انیمیشن دانشکده هنرهای زیبا- دانشگاه تهران
- استاد انیمیشن دانشکده هنرهای دیجیتال- دانشگاه صداوسیما
- استاد انیمیشن دانشکده گرافیک- دانشگاه علم و فرهنگ

## جوایز

### جشنواره‌های ملی
- برنده جایزه ویژه هیات داوران برای انیمیشن سریالی روبی و جوجه‌ها از دومین جشنواره ملی پویانمایی و برنامه‌های عروسکی تلویزیونی ایران- ۱۳۹۸ [۱۰][۱۱]
- لوح سپاس بخش آثار فرهنگی برای انیمیشن کوتاه لالایی از دومین جشنواره ملی پویانمایی و برنامه های عروسکی تلویزیونی- ۱۳۹۸ [۱۲]
- جایزه ویژه بهترین اثر سرگرم کننده برای انیمیشن سریالی روبی و جوجه‌ها از نخستین جشنواره ملی پویانمایی و برنامه‌های عروسکی تلویزیون ایران- ۱۳۹۷ [۱۳][۱۴]
- جایزه سوم بهترین اثر کوتاه فرهنگی برای انیمیشن کوتاه روز برفی از نخستین جشنواره ملی پویانمایی و برنامه‌های عروسکی تلویزیون ایران- ۱۳۹۷ [۱۵]
- بهترین اثر بخش تیزرهای تبلیغاتی برای تیزر تبلیغاتی بانک اقتصاد نوین از نخستین جشنواره ملی پویانمایی و برنامه‌های عروسکی تلویزیون ایران- ۱۳۹۷ [۱۶]
- جایزه بهترین کارگردانی انیمیشن برای انیمیشن سریالی روبی و جوجه‌ها از چهارمین جشنواره جام جم- ۱۳۹۷
- جایزه ویژه تماشاگران برای انیمیشن کوتاه استریپی از نخستین جشنواره فیلم بی‌کلام تهران- ۱۳۹۵
- رتبه اول بخش بین‌الملل برای انیمیشن سریالی روبی و جوجه‌ها از دهمین جشنواره بین‌المللی پویانمایی تهران- ۱۳۹۵
- تندیس طلایی بهترین اثر تلویزیونی برای انیمیشن سریالی روبی و جوجه‌ها از دهمین جشنواره بین‌المللی پویانمایی تهران- ۱۳۹۵
- دیپلم افتخار برای انیمیشن کوتاه استریپی از نهمین جشنواره بین‌المللی پویانمایی تهران- ۱۳۹۳
- تندیس طلایی بهترین اثر تبلیغی برای فیلم تیزر تبلیغاتی‌ پاکت ‌پلاستیکی پیلگون از هشتمین جشنواره بین‌المللی پویانمایی تهران- ۱۳۹۱  [۱۷]

### جشنواره‌های بین‌المللی
- برگزیده شدن انیمیشن کوتاه استریپی در لیست بلند اسکار برای رقابت در بخش انیمیشن کوتاه هشتاد و هشتمین دوره جوایز اسکار- ۲۰۱۶
  - انیمیشن کوتاه "استریپی" ساخته استدیو گنبد کبود به کارگردانی بهنود نکویی و بابک نکویی در سال ۲۰۱۶ جز ۶۰ فیلم نامزد شده در کمیته بررسی لس آنجلس و نیویورک برای معرفی در بخش فیلم کوتاه اکادمی اسکار بود. [۱۸]
- راهیابی انیمیشن سریالی روبی و جوجه‌ها به بخش رقابتی پنجاه و پنجمین  جشنواره بین‌المللی انیمیشن انسی فرانسه و نامزدی در بخش بهترین انیمیشن تلویزیونی - ۲۰۱۸ [۱۹]
- راهیابی انیمیشن سریالی روبی و جوجه‌ها به فهرست بیست سریال انیمیشن برتر جهان در پنجاه و پنجمین جشنواره بین‌المللی انسی فرانسه- ۲۰۱۸ [۲۰]
- راهیابی انیمیشن سریالی روبی و جوجه‌ها به بخش انیمیشن‌های کوتاه کودکان جشنواره انیما موندی- ۲۰۱۸ [۲۱][۲۲]